# The Pale Emperor
The Pale Emperor je deváté studiové album skupiny Marilyn Manson vydané 16. ledna 2015 vydavatelstvím Cooking Vinyl. Album obsahuje 10 skladeb s celkovou délkou necelé hodiny. Album produkovali Marilyn Manson a Tyler Bates. Existuje i Deluxe edice, která obsahuje další 3 skladby.
Sám Marilyn Manson říká, že tato deska je hodně filmová a nechal se inspirovat hudbou jižních států USA. Součástí propagace byla i The Hell Not Hallelujah Tour, při které bude vystupovat v USA a Evropě. V prosinci 2014 došlo k úniku celého alba na internet. Skladba Killing Strangers se objevila ve filmu John Wick (2014). Akustická skladba Fated, Faithful, Fatal se zase objevila v seriálu Punisher (2017).

## Seznam skladeb
| Pořadí | Název                             | Délka |
| ------ | --------------------------------- | ----- |
| 1.     | Killing Strangers...              | 5:36  |
| 2.     | Deep Six                          | 5:03  |
| 3.     | Third Day Of A Seven Day Binge    | 4:26  |
| 4.     | The Mephistopheles Of Los Angeles | 4:57  |
| 5.     | Warship My Wreck                  | 5:57  |
| 6.     | Slave Only Dreams To Be King      | 5:20  |
| 7.     | The Devil Beneath My Feet         | 4:16  |
| 8.     | Birds Of Hell Awaiting            | 5:05  |
| 9.     | Cupid Carries A Gun               | 4:59  |
| 10.    | Odds Of Even                      | 6:22  |
| 11.    | Day 3                             | 4:30  |
| 12.    | Fated, Faithful, Fatal            | 4:41  |
| 13.    | Fall Of The House Of Death        | 4:11  |

## Obsazení
- Marilyn Manson – zpěv, texty, produkce
- Tyler Bates – baskytara, kytara, klávesy, produkce, kompozice
- Gil Sharone – bicí
- Roger Joseph Manning Jr. - piano
- Frank Macchia - saxofon